# The Gremlins
The Gremlins és la primera novel·la infantil escrita per Roald Dahl. Publicada en 1943 per promocionar una pel·lícula de Walt Disney que mai no es va acabar de rodar, va influir fortament en la cultura popular i va ser una de les bases dels Gremlins de Joe Dante, el llargmetratge que va exportar la figura dels gremlins britànics a tot el món.

## Argument
Després que els pilots destrossin el seu bosc, els gremlins van començar a sabotejar els avions de la Royal Air Force. Un oficial, Gus, descobreix les seves malifetes i els acaba convencent perquè s'aliïn amb els pilots per lluitar contra els nazis. Els gremlins expliquen que allà on ara munten els avions, abans hi havia la seva llar, però accedeixen a ajudar en Gus perquè així la guerra acabarà i podran recuperar casa seva amb l'antiga pau. Per això els gremlins comencen a actuar com a mecànics invisibles per reparar els avions britànics i així derrotar Hitler.